# Шарукань
Шарука́нь, Шарука́н, Шешю́їв, Шешу́їв — половецьке місто, що розташовувалося в районі Чугуєва біля Сіверського Дінця. Відстань до сучасного Харкова становить близько 20 км.

## Опис
Місто було збудоване аланами. Підпало під владу половців у другій половині XI сторіччя. Перейменоване на честь тодішнього половецького хана Шарукана, діда хана Кончака.
За половців населення було аланське. Місто стояло на березі великої річки, торговому шляху в Крим та Кавказ. Місто було велике й багате, тож могло годувати багатотисячне військо русів.
Ранньою весною 1111 року переяславський князь Володимир Мономах зібрав 30-тисячне військо в похід на половців. Побачивши велику рать, шаруканці дали великий викуп.
1116 року син Володимира Мономаха Ярополк ходив на Донець і «…Взяша три гради: Сугров, Шарукан, Балін. Тоді же Ярополк приведе собі жену красну вельми, яського князя дщерь полонив». Бувши вже одруженою, вона називалася Єленою, і під цим ім'ям згадується в літописі ще один раз: «В то же літо перенесе благовірна княгиня Єлена Яська князя свойого Ярополка із гробниці в церков святого (стго) Андрія».
Шарукань перейменовано на Шешюїв за ім'ям нового половецького хана. Так місто згадано в Іпатіївському літописі, Шаруканем у Лаврентіївському літопису називається Шешуїв, що нагадує сучасне Чугуїв.
1223 року Чингісхан послав на розвідку західних земель військо Джебе і Субедея, яке зруйнувало місто. Алани та половці втекли в Київську Русь. Після битви при Калці населення міста зберігалося, проте пізніше війська Батия спустошили місто назавжди. Половці і яси відійшли до Дунаю.
Дослідники пов'язують місто з Чугуєвом, а також з Сидоровським городищем (за оцінками археологів площею 120 га) і Цариним городищем біля Маяків.

## Столиця половців
Б. Рибаков вважав, що Кокіянах — це Шарукань — столиця половців Чорної Куманії (ханів Шарукана, Кончака, Отрака) — Донецьке городище поблизу Харкова — біля річок Харкова та Лопані